# Chirocephalus reiseri
Chirocephalus reiseri är en kräftdjursart som beskrevs av Ernst Marcus 1913. Chirocephalus reiseri ingår i släktet Chirocephalus och familjen Chirocephalidae. IUCN kategoriserar arten globalt som sårbar. Inga underarter finns listade i Catalogue of Life.